# Isabella Ragonese

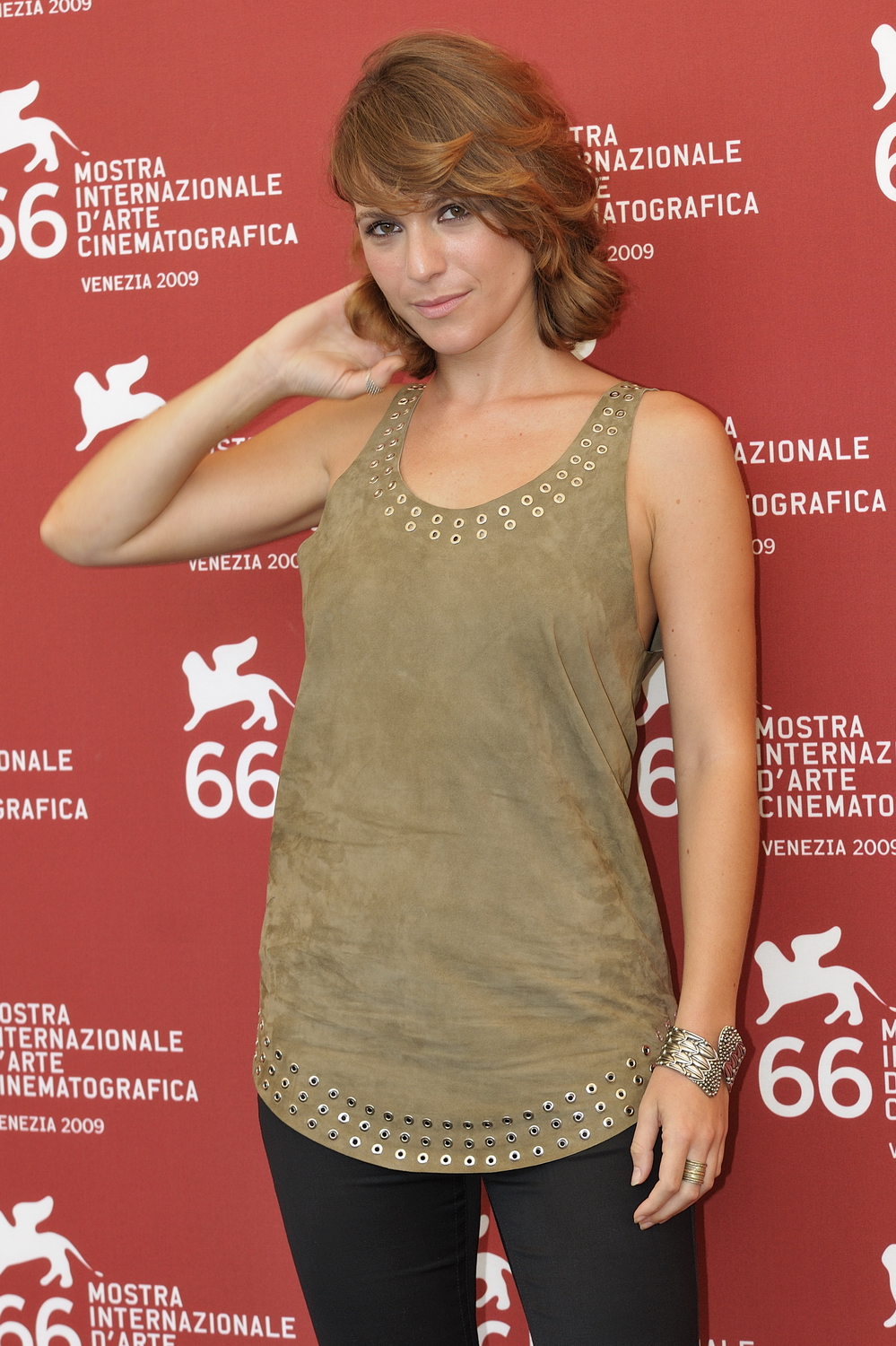
Isabella Ragonese (Filmfest Venedig 2009)

Isabella Ragonese (* 19. Mai 1981 in Palermo, Italien) ist eine italienische Schauspielerin.

## Leben
Isabella Ragonese beendete im Jahr 2000 ihr Schauspielstudium an der Scuola Teatès di Palermo. Anschließend spielte sie Theater und debütierte als Rosa Napolitano 2006 in Emanuele Crialeses Liebesdrama Golden Door an der Seite von Charlotte Gainsbourg und Vincenzo Amato. Für ihre beiden Darstellungen in den beiden Dramen Due vite per caso und La nostra vita wurde sie im Jahr 2011 jeweils mit dem italienischen Filmpreis Nastro d’Argento ausgezeichnet. Allerdings musste sie sich diese Auszeichnung mit Elena Sofia Ricci und Lunetta Savino teilen, die jeweils für ihre Darstellung in Männer al dente ausgezeichnet wurde.
Ragonese ist mit Samuel Umberto Romano, dem Frontman der Band Subsonica, liiert.

## Filmografie (Auswahl)
- 2006: Golden Door (Nuovomondo)
- 2008: Das ganze Leben liegt vor Dir (Tutta la vita davanti)
- 2008: Detesto l’elettronica stop
- 2009: Zehn Winter (Dieci inverni)
- 2009: Sea Purple (Viola di mare)
- 2010: Due vite per caso
- 2010: La nostra vita
- 2010: Un altro mondo
- 2010: The First Assignment (Il primo incarico)
- 2011: Il giorno in più
- 2013: La sedia della felicità
- 2014: Another South (Una storia sbagliata)
- 2014: Leopardi (Il giovane favoloso)
- 2014: Fino a qui tutto bene
- 2014: Un mondo nuovo (Fernsehfilm)
- 2015: Somewhere Amazing (In un posto bellissimo)
- 2015: Let's Talk (Dobbiamo parlare)
- 2016: Sole, cuore, amore
- seit 2016: Rocco Schiavone (Fernsehserie)
- 2017: It's All About Karma (Questione di Karma)
- 2017: Il padre d'Italia
- 2019: Mein Bruder, der Superheld (Mio fratello rincorre i dinosauri)
- 2020: Tutto Il Giorno Davanti (Fernsehfilm)
- 2020: La guerra è finita (Fernseh-Miniserie)
- 2021: Lei mi parla ancora
- 2021: Il giorno e la notte
- 2021: Yara
- 2022: Solo per Passione – Letizia Battaglia Fotografa (Fernsehfilm)
- seit 2022: Il re (Fernsehserie)
- 2023: Come pecore in mezzo ai lupi

## Auszeichnung (Auswahl)
- 2008: Gewinnerin des Capri Actress Award für Tutta la vita davanti in Capri, Hollywood
- 2011: Nastro d’Argento als Beste Nebendarstellerin für La nostra vita &  Due vite per caso
- 2012: Shooting Star
- 2018: Gewinnerin des Colonna d'Oro (Best Actress) für Il padre d'Italia beim Magna Graecia Film Festival